# Julio Teherán
Julio Alberto Teherán Pinto (Cartagena de Indias, 27 gennaio 1991) è un giocatore di baseball colombiano, lanciatore partente per i Detroit Tigers della Major League Baseball.

## Carriera

### Gli inizi
Nel 2007, all'età di sedici anni, firmò come free agent amatoriale con gli Atlanta Braves, per giocare nelle proprie leghe minori con i club affiliati della Minor League Baseball.
Nel 2008, alla sua prima stagione da professionista, giocò per i Danville Braves chiudendo la stagione con un bilancio di 1-2, una Media PGL di 6.60 punti concessi a partita e 17 strikeout.
Dopo avere giocato in gran parte dei club di affiliazione dei Braves, passò ai Gwinnett Braves ottenendo la convocazione per l'evento All-Star Futures Game disputatosi il 10 luglio 2011.

### Major League baseball
Il 7 maggio 2011 ha debuttato ufficialmente nella MLB, al Citizens Bank Park di Filadelfia contro i Philadelphia Phillies. Successivamente si è alternato fra le leghe minori e la massima lega americana.
Nel 2013, data l'assenza per infortunio dei lanciatori Brandon Beachy e Jonny Venters, è stato inserito nei cinque lanciatori partenti della squadra.
Attualmente è considerato la miglior prospettiva futura del sistema dei Braves precedendo il compagno Christian Bethancourt e Lucas Sims.
Divenne free agent il 4 novembre 2019, poco dopo la fine della stagione. Il 21 dicembre 2019, Teherán firmò un contratto valido un anno del valore di 9 milioni di dollari con i Los Angeles Angels. Il 19 luglio risultò positivo al COVID-19. Saltò così l'inizio della stagione, esordendo con la squadra il 5 agosto. Divenne free agent a fine stagione.
Il 19 febbraio 2021, Teheran firmò un contratto di minor league con i Detroit Tigers. Circa un mese dopo firmò un contratto annuale con la squadra dal valore di 3 milioni, più un bonus di 1 milione in caso il giocatore parteciperà ad almeno 20 partite. Esordì con la squadra il 3 aprile, tuttavia il 10 aprile venne inserito nella lista degli infortunati per 10 giorni e il giorno seguente nella lista per 60 giorni, chiudendo di fatto in anticipo la sua stagione.

## Palmarès
- MLB All-Star: 2

2014, 2016